# Kamaby
Kamaby es una localidad de la prefectura de Koundara en la región de Boké, Guinea, con una población censada en marzo de 2014 de 16 129 habitantes.
Se encuentra ubicada al noroeste del país, cerca de la frontera con Senegal y Guinea-Bisáu.